# Isòtops de l'einsteini
L'einsteini (Es) no té cap isòtop estable. S'han caracteritzat 19 radioisòtops, els més estables dels quals són el 252Es, amb un període de semidesintegració de 471,7 dies, el 255ES, amb un període de semidesintegració de 39,8 dies i el 253Es, amb un període de semidesintegració de 20,47 dies. La resta d'isòtops radioactius tenen període de semidesintegració inferiors a les 40 hores, i la majoria d'ells inferiors als 30 minuts. Aquest element també presenta 3 isòmers nuclears, el més estable dels quals és el 254mEs amb un període de semidesintegració de 39,3 hores. Els isòtops de l'einsteini varien en massa atòmica del 240,069 u del 240Es fins als 258,100 u del 258Es.

## Taula
| Símbol del núclid | Z(p)                | N(n)                | massa isotòpica(u)  | període de semidesintegració | Espín nuclear | composició isotòpics representativa (fracció molar) | rang de variació natural (fracció molar) |
| Símbol del núclid | energia d'excitació | energia d'excitació | energia d'excitació | període de semidesintegració | Espín nuclear | composició isotòpics representativa (fracció molar) | rang de variació natural (fracció molar) |
| ----------------- | ------------------- | ------------------- | ------------------- | ---------------------------- | ------------- | --------------------------------------------------- | ---------------------------------------- |
| 240Es             | 99                  | 141                 | 240.06892(43)#      | 1# s                         |               |                                                     |                                          |
| 241Es             | 99                  | 142                 | 241.06854(24)#      | 10(5) s [8(+6-5) s]          | (3/2-)        |                                                     |                                          |
| 242Es             | 99                  | 143                 | 242.06975(35)#      | 13.5(25) s                   |               |                                                     |                                          |
| 243Es             | 99                  | 144                 | 243.06955(25)#      | 21(2) s                      | 3/2-#         |                                                     |                                          |
| 244Es             | 99                  | 145                 | 244.07088(20)#      | 37(4) s                      |               |                                                     |                                          |
| 245Es             | 99                  | 146                 | 245.07132(22)#      | 1.1(1) min                   | (3/2-)        |                                                     |                                          |
| 246Es             | 99                  | 147                 | 246.07290(24)#      | 7.7(5) min                   | 4-#           |                                                     |                                          |
| 247Es             | 99                  | 148                 | 247.07366(3)#       | 4.55(26) min                 | 7/2+#         |                                                     |                                          |
| 248Es             | 99                  | 149                 | 248.07547(6)#       | 27(5) min                    | 2-#,0+#       |                                                     |                                          |
| 249Es             | 99                  | 150                 | 249.07641(3)#       | 102.2(6) min                 | 7/2+          |                                                     |                                          |
| 250Es             | 99                  | 151                 | 250.07861(11)#      | 8.6(1) h                     | (6+)          |                                                     |                                          |
| 250mEs            | 200(150)# keV       | 200(150)# keV       | 200(150)# keV       | 2.22(5) h                    | 1(-)          |                                                     |                                          |
| 251Es             | 99                  | 152                 | 251.079992(7)       | 33(1) h                      | (3/2-)        |                                                     |                                          |
| 252Es             | 99                  | 153                 | 252.08298(5)        | 471.7(19) d                  | (5-)          |                                                     |                                          |
| 253Es             | 99                  | 154                 | 253.0848247(28)     | 20.47(3) d                   | 7/2+          |                                                     |                                          |
| 254Es             | 99                  | 155                 | 254.088022(5)       | 275.7(5) d                   | (7+)          |                                                     |                                          |
| 254mEs            | 84.2(25) keV        | 84.2(25) keV        | 84.2(25) keV        | 39.3(2) h                    | 2+            |                                                     |                                          |
| 255Es             | 99                  | 156                 | 255.090273(12)      | 39.8(12) d                   | (7/2+)        |                                                     |                                          |
| 256Es             | 99                  | 157                 | 256.09360(11)#      | 25.4(24) min                 | (1+,0-)       |                                                     |                                          |
| 256mEs            | 0(100)# keV         | 0(100)# keV         | 0(100)# keV         | 7.6 h                        | (8+)          |                                                     |                                          |
| 257Es             | 99                  | 158                 | 257.09598(44)#      | 7.7(2) d                     | 7/2+#         |                                                     |                                          |
| 258Es             | 99                  | 159                 | 258.09952(32)#      | 3# min                       |               |                                                     |                                          |